# Mosquée Hanbali
 (mars 2019).
La mosquée Hanbali (en arabe : المسجد الحنبلي), ou mosquée Hanabila, est une grande mosquée située à Naplouse, en Cisjordanie.

## Situation
La mosquée Hanbali se trouve dans le centre-ville de Naplouse à l'écart de la rue Jama'a Kabir, au sud de la place du Martyr et à l'ouest de la grande mosquée.

## Historique
La mosquée Hanbali est fondée entre 1526 et 1527 par la famille al-Hanbali de Naplouse, qui lui a donné son nom. Durant la construction de la mosquée sont utilisées de vieilles colonnes en pierre surmontées de chapiteaux sculptés, datant probablement de l'époque byzantine ou romaine. Selon la tradition islamique locale, la boîte en bois conservée dans la mosquée renferme trois cheveux du prophète Mahomet. Le 27e jour du Ramadan, cette boîte est exposée à la vue des fidèles, qui s'attendent à en recevoir une bénédiction.
Le minaret de la mosquée Hanbali est reconstruit en 1913. Dans les années 1930, l'imam de la mosquée, le cheikh Muhammad Radi al-Hanbali, entretient un lien avec le leader rebelle palestinien Izz al-Din al-Qassam. La famille Hanbali gère encore la mosquée aujourd'hui. Sous la période de contrôle jordanien de la Cisjordanie (en) après la guerre de 1948-1949, la mosquée Hanbali est une des seules communautés à maintenir sa commission de la zakat, qui collecte et redistribue l'aumône des fidèles.